# Jack McLoughlin
Jack Alan McLoughlin, född 1 februari 1995, är en australisk simmare.
McLoughlin slutade på nionde plats på 1 500 meter frisim vid olympiska sommarspelen 2016 i Rio de Janeiro.
Vid olympiska sommarspelen 2020 i Tokyo tog McLoughlin silver på 400 meter frisim. Han tog sig även till final och slutade femma på 800 meter frisim samt slutade på 10:e plats på 1 500 meter frisim och blev utslagen i försöksheatet.